# Asteroschema intectum
Asteroschema intectum is een slangster uit de familie Asteroschematidae.
De wetenschappelijke naam van de soort werd in 1878 gepubliceerd door Theodore Lyman.
1. ↑  Lyman, T. (1878). Reports on the Dredging Operations of the United States Coast Survey Steamer "Blake." II. Ophiurans and Astrophytons. Bulletin of the Museum of Comparative Zoölogy at Harvard College 5(9): 235. Gearchiveerd op 22 maart 2017.